# 兹沃伦 (斯洛伐克)
兹沃伦位于斯洛伐克中部赫龙河与斯拉蒂纳河交汇处，是班斯卡-比斯特里察州的一座城市，人口43,147（2005年）。

## 名人
- 弗拉迪米尔·梅恰尔：斯洛伐克前总理